# Lettre d'amour (film, 1985)
Pour le film de 1953, voir Lettre d'amour (film, 1953).
Pour plus de détails, voir Fiche technique et Distribution.
Lettre d'amour (恋文, Koibumi) est un film japonais réalisé par Tatsumi Kumashiro, sorti en 1985.

## Synopsis
Shoichi, un peintre, vit avec sa femme Kyoko et leur fils. Un jour, son ancienne amante, Etsuko, réapparaît et annonce qu'elle n'a plus que quelques mois à vivre car elle est atteinte d'une leucémie.

## Fiche technique
- Titre : Lettre d'amour
- Titre original : 恋文 (Koibumi?)
- Réalisation : Tatsumi Kumashiro
- Scénario : Tatsumi Kumashiro et Jun Takada d'après le roman de Mikihiko Renjo
- Musique : Takayuki Inoue
- Photographie : Yoshihiro Yamazaki
- Décors : Yoshie Kikukawa
- Montage : Akira Suzuki
- Production : Akira Miura et Kazuyoshi Okuyama
- Société de production : Shochiko-Fuji Company
- Pays :  Japon
- Genre : drame
- Format : couleur - 1,85:1
- Durée : 108 minutes[1]
- Dates de sortie : 
  - Japon : 5 octobre 1985[1]

## Distribution
- Ken'ichi Hagiwara : Shoichi Takehara
- Mitsuko Baishō : Kyoko Takehara
- Keiko Takahashi : Etsuko Tajima
- Kaoru Kobayashi : Tetsushi Kamiya
- Motoyoshi Wada : Yu Takehara

## Distinctions
Le film a été nommé pour sept Japan Academy Prizes et a reçu quatre : meilleure actrice pour Mitsuko Baishō (prix remporté conjointement avec ses performances dans Ikiteru uchiga hana nanoyo shin-dara sore madeyo to sengen et Tomo yo shizukani nemure), meilleur second rôle masculin pour Kaoru Kobayashi (prix remporté conjointement avec sa performance dans Sorekara), meilleur montage pour Akira Suzuki (prix remporté conjointement avec son montage pour huit autres films) et meilleur son pour Fumio Hashimoto (prix remporté conjointement avec son travail sur le son dans cinq autres films).